# Adiós, cigüeña, adiós
Adiós cigüeña, adiós és una pel·lícula dramàtica espanyola rodada en Madrid i dirigida per Manuel Summers amb notable èxit de públic, mantenint-se més d'un any en cartell. Va tenir una seqüela titulada El niño es nuestro. Fou protagonitzada per Maria Isabel Álvarez, Francisco Villa i Curro Martín Summers.

## Argument
Una colla d'adolescents sense educació sexual viuen els seus primers amors i passions. Una noia es queda embarassada arran d'una excursió on té una trobada amb un noi que li agrada. Mantenin-ho en la ignorància als seus pares per por de la seva reacció, són els de la colla els qui prenen sobre si la responsabilitat de preparar el part.

## Repartiment
- María Isabel Álvarez - Paloma
- Francisco Villa - Arturo
- Curro Martín Summers - Curro
- Beatriz Galbó - Mamen
- Joaquín Goma
- María Rosa Torrico
- Alicia Peramó
- Luis A. de la Peña
- Felipe Anaya
- Mari Carmen Heras
- José Rodríguez
- Cecilio Muñoz
- Mercedes Borqué
- Alfredo Santacruz
- Juan Bautista Ximénez
- María de la Riva
- Vicente Roca
- Teresa Gisbert
- Ángel Menéndez
- José Bastida
- María Hevia
- Roberto Cruz
- Antonio Alfonso Vidal
- Fernando de la Riva
- Chumy Chúmez - Sr. Chumy
- María Dolores González - Manolo Sánchez
- Mari Ángeles Herranz - Mamen
- Eloísa Mateos - Curro
- José Moratalla - Arturo
- Carlos Revilla - Sr. Chumy
- Claudio Rodríguez - capellà
- Ana María Saizar - monja
- Joaquín Vidriales as Pare d'Arturo

## Premis
Va rebre el premi especial (250.000 pessetes) als Premis del Sindicat Nacional de l'Espectacle de 1971.